# Number Ones (Janet Jackson)
Number Ones (pubblicato internazionalmente come The Best) è la seconda raccolta della cantante pop statunitense Janet Jackson, pubblicata il 17 novembre 2009 dalle etichette discografiche Universal Music e A&M Records.

## Descrizione
L'album contiene, in ordine cronologico, tutti i brani che hanno raggiunto la prima posizione in classifica dal terzo album in studio Control (1986) al decimo Discipline (2008), oltre all'inedito Make Me.
Make Me fu estratto come singolo digitale il 22 settembre 2009 e divenne il diciannovesimo della cantante a piazzarsi alla posizione numero 1 nella classifica Dance di Billboard.

## Tracce
Number Ones – Disco Uno
1. What Have You Done for Me Lately – 4:44 (James Harris III, Terry Lewis, Janet Jackson)
2. Nasty – 4:03 (Harris, Lewis, Jackson)
3. When I Think of You – 3:57 (Harris, Lewis, Jackson)
4. Control – 5:53 (Harris, Lewis, Jackson)
5. Let's Wait Awhile (Single Remix) – 4:37 (Harris, Lewis, Jackson, Melanie Andrews)
6. The Pleasure Principle – 4:14 (Monte Moir)
7. Diamonds (feat. Herb Alpert, Lisa Keith) – 4:53 (Adam Argyle, Melanie Chisholm)
8. Miss You Much – 4:12 (Harris, Lewis)
9. Rhythm Nation – 5:13 (Jackson, Harris, Lewis)
10. Escapade – 4:44 (Jackson, Harris, Lewis)
11. Alright (Single Remix) – 4:59 (Jackson, Harris, Lewis)
12. Come Back to Me – 5:36 (Jackson, Harris, Lewis)
13. Black Cat – 4:31 (Jackson)
14. Love Will Never Do (Without You) – 4:35 (Harris, Lewis)
15. The Best Things in Life Are Free (feat. BBD, Ralph Tresvant, Luther Vandross) – 3:24 (Guy Chambers, Enrique Iglesias)
16. That's the Way Love Goes – 4:25 (Jackson, Harris, Lewis)

Durata totale: 74:00
Numer Ones – Disco Due
1. If – 4:32 (Jackson, Harris, Lewis)
2. Again – 3:47 (Jackson, Harris, Lewis)
3. Because of Love – 4:18 (Jackson, Harris, Lewis)
4. Any Time, Any Place (R. Kelly Remix) – 5:12 (Jackson, Harris, Lewis)
5. Scream (feat. Michael Jackson) – 4:02 (Michael Jackson, J. Jackson, Harris, Lewis)
6. Runaway – 3:34 (Jackson, Harris, Lewis)
7. Got 'til It's Gone (feat. Q-Tip, Joni Mitchell) – 3:36 (Jackson, Lewis, René Elizondo Jr, Harris, Joni Mitchell, Kamaal Ibn Fareed)
8. Together Again (Radio Edit) – 4:07 (Jackson, Lewis, Elizondo, Harris)
9. I Get Lonely – 4:01 (Jackson, Lewis, Elizondo, Harris)
10. Go Deep – 4:43 (Jackson, Lewis, Elizondo, Harris)
11. What's It Gonna Be?! (feat. Busta Rhymes) – 4:03 (Trevor Smith, D. Allamby, A. Roberson)
12. Doesn't Really Matter – 4:56 (Jackson, Harris, Lewis)
13. All for You – 4:32 (Jackson, Harris, Lewis, David Romani, Wayne Garfield, Mauro Malavasi)
14. Someone to Call My Lover (Single Edit) – 4:15 (Jackson, Harris, Lewis, Dewey Bunnell)
15. All Nite (Don't Stop) – 3:27 (Jackson, Harris, Lewis, Tony "Prof T" Tolbert, Anders Bagge, Arnthor Birgisson, Herbie Hancock, Paul Jackson, Melvin Ragin)
16. Call on Me (feat. Nelly) – 3:24 (Jermaine Dupri, Johnta Austin, James "LRoc" Phillips, Cornell Haynes Jr, Harris, Lewis)
17. Feedback – 3:56 (Rodney Jerkins, Dernst Emile, LaShawn Daniels, Tasleema Yasin)
18. Make Me – 3:38 (Jackson, Jerkins, Thomas Lumpkins, Michaela Shiloh)

## Classifiche
| Classifica (2009) | Posizione massima |
| ----------------- | ----------------- |
| Regno Unito       | 28                |
| Stati Uniti       | 48                |